# Arturo Moya Grau
Luis Arturo Moya Grau Saud (né le 2 septembre 1920 à Valparaíso et mort le 5 juillet 1994 à Santiago du Chili) était un écrivain, acteur, scénariste et dramaturge chilien.

## Filmographie

### Filmographie comme acteur
- 1970 : El padre Gallo (TVN Chili) : Padre Gallo
- 1975 : J.J. Juez (Canal 13) : "Pajarito"
- 1975 : María José (Canal 13) : Sergio
- 1977 : La colorina (TVN Chili) : "Pejerrey"
- 1981 : La Madrastra (Canal 13) : "El Langosta"
- 1983 : La noche del cobarde (Canal 13) : El Zorro
- 1985 : La trampa (Canal 13) : "El Gaviota"
- 1987 : La última cruz (Canal 13) : "El Loro"

### Filmographie comme scénariste (télévision)
- 1969 : El rosario de plata (Canal 13)
- 1970 : El padre Gallo (TVN)
- 1975 : María José (Canal 13)
- 1975 : J.J. Juez (Canal 13)
- 1976 : Sol tardío (TVN)
- 1977 : La colorina (TVN)
- 1981 : La Madrastra (Canal 13)
- 1982 : La señora (Canal 13) (miniserie)
- 1983 : La noche del cobarde (Canal 13)
- 1985 : La trampa (Canal 13)
- 1987 : La última cruz (Canal 13, 1987)

### Telenovelas/Feuilletons télévisés
Un ángel en el fango
- Un ángel en el fango (Televisa 1967)
- Sentimientos ajenos (Televisa, 1996)

El rosario de plata
- El rosario de plata (Canal 13, 1969)
- Rosario (Televisa, 1969)

Una plegaria en el camino
- Una plegaria en el camino (Televisa, 1969)

María José
- María José (Canal 13, 1975)
- María José (Televisa, 1978)

J.J. Juez
- J.J. Juez (Canal 13, 1975)
- J.J. Juez (Televisa, 1979)

La Colorina
- La colorina (TVN Chili, 1977)
- Colorina (Televisa, 1980)
- Apasionada (Televisa Argentina, 1993)
- Salomé (Televisa, 2001-2002)

Pelusita
- Pelusita (Televisa, 1980)

Una limosna de amor
- Una limosna de amor (Televisa, 1981)

Juegos del destino
- Juegos del destino (Televisa, 1981)

Sol Tardío
- Sol tardío (TVN Chili, 1976)
- Los años felices (Televisa, 1984)

La Madrastra
- La Madrastra (Canal 13, 1981)
- Vivir un poco (Televisa, 1985)
- Para toda la vida (Televisa, 1996)
- Forever (Fox, 1996)
- La Madrastra (Televisa, 2005)

El padre Gallo
- El padre Gallo (TVN Chili, 1970)
- El padre Gallo (Televisa, 1986)

La noche del cobarde
- La noche del cobardo (Canal 13, 1983)

La última cruz
- La última cruz (Canal 13, 1987)

La señora
- La señora (Canal 13, 1982)

La trampa
- La trampa (Canal 13, 1985)

### Filmographie comme scénariste (cinéma)
- Dos mujeres y un hombre (aka Two Women and a Men) (1971)
- Rosario (1971)

### Sources
- (es) Cet article est partiellement ou en totalité issu de l’article de Wikipédia en espagnol intitulé « Arturo Moya Grau » (voir la liste des auteurs).